# Ana Barradas
Ana Barradas (nascida na África Oriental Portuguesa, atualmente Moçambique, em 1944) é uma feminista, jornalista, escritora e tradutora portuguesa. Foi redatora da revista Política Operária e fundadora da UMAR (União das Mulheres Antifascistas e Revolucionárias). 

## Biografia
Ana Barradas nasceu em 1944, em Moçambique. 
Deu início à sua atividade política contra a ditadura portuguesa ao fundar, em Lisboa, a Pró-Associação dos Estudantes do Ensino Secundário. Juntou-se aos movimentos anticolonialistas, em Moçambique e na África do Sul. 
Após a revolução do 25 de abril, foi militante da UDP (União Democrática Popular) e fez parte do grupo que fundou a União das Mulheres Antifascistas e Revolucionárias (UMAR), em 1976.  Foi redactora da revista Política Operária fundada pelo seu marido, Francisco Martins Rodrigues. 
Ao longo da sua carreira traduziu autores como Andrew Revkin, George Orwell, Jack London e Noam Chomsky, e escreveu vários livros, entre os quais se destacam Ministros da Noite e As Clandestinas.